# ミツユビカモメ
ミツユビカモメ（三趾鷗、Rissa tridactyla）は、鳥綱チドリ目カモメ科ミツユビカモメ属に分類される鳥類の1種。ミツユビカモメ属の模式種。

## 分布
北大西洋、北太平洋、地中海、北極海。
北アメリカ大陸やユーラシア大陸、グリーンランドの海岸部で繁殖し、冬季になると北大西洋や北太平洋、北極海で越冬する。日本では冬季に越冬のために九州以北に冬鳥として飛来する。

## 形態
全長39cm。翼開長91-97cm。全身は白い羽毛で覆われる。翼の上面の羽毛は青味がかった灰色で、初列風切の先端が黒い。
額は出張らない。嘴の色彩は黄色。種小名 tridactyla は「3つ指の」の意で、第1趾が痕跡的で趾が3本しかないように見えることが由来で和名と同義。足の色彩は黒く、英名（black-legged = 黒い足の）の由来になっている。
夏羽は頭部が白い。冬羽は後頭に黒い斑紋が入る。幼鳥は嘴の色彩が黒く、後頸に黒い筋模様が入る。また翼の上面に黒いアルファベットの「M」字状の斑紋があり、尾羽先端の羽毛が黒い。

## 亜種
- Rissa tridactyla pollicaris 亜種ミツユビカモメ
- Rissa tridactyla tridactyla (Linnaeus, 1758) 基亜種

## 生態
外洋や外洋に面した海岸に生息する。
食性は動物食で、魚類、軟体動物等を食べる。海面に浮かびながら頭部を水中に入れて獲物を捕食するが、潜水して獲物を捕らえることもある。
大規模な集団繁殖地（コロニー）を形成する。岸壁や岩棚の上などに土や枯草、海草などを踏み固めた皿状の巣を作る。内陸部や民家の屋根に営巣した例もある。1回に1-3個（通常2個）の卵を産む。雌雄とも抱卵を行い、抱卵期間は25-32日。生後4-5年で性成熟する。

## 画像

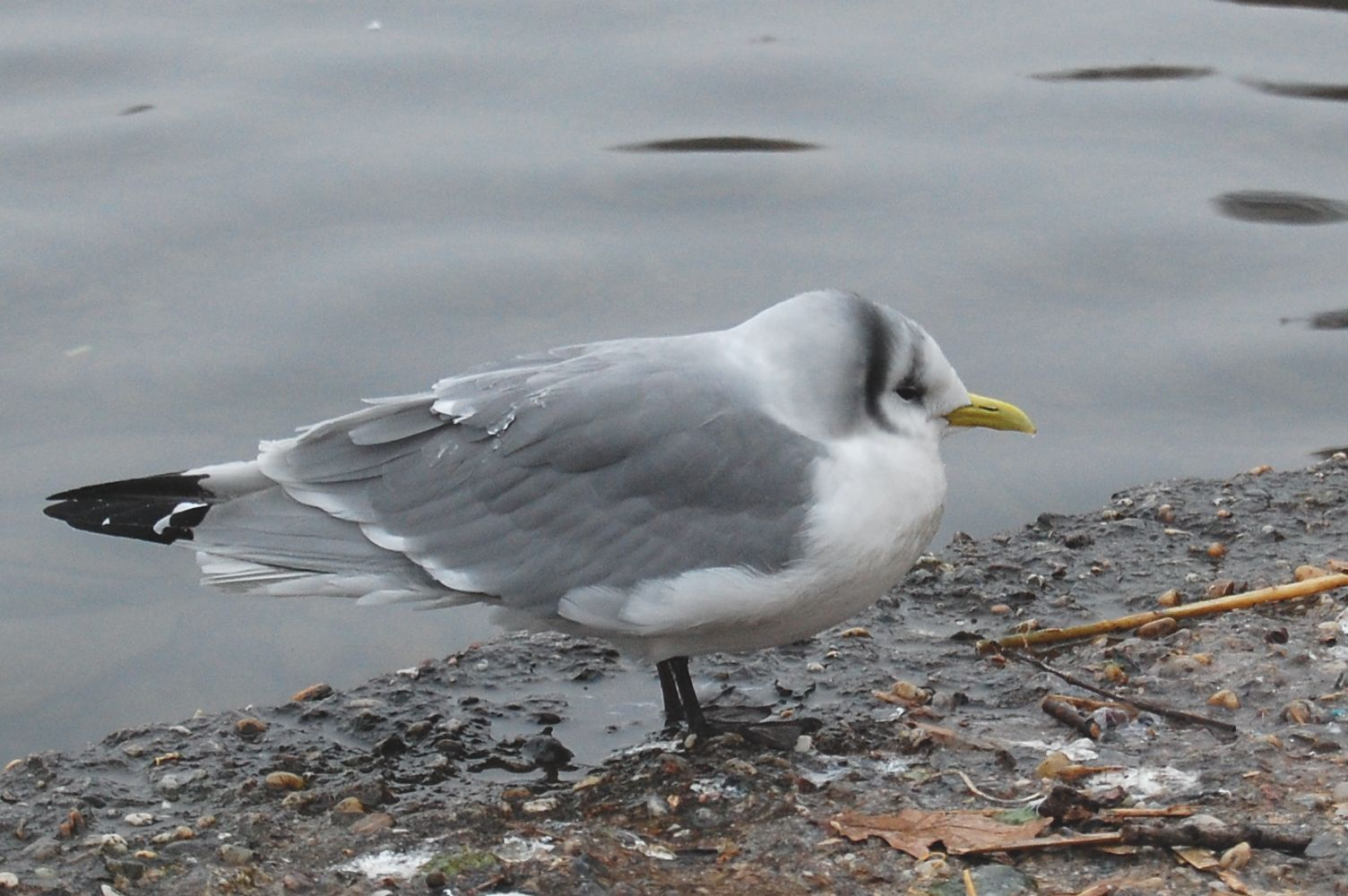
冬羽
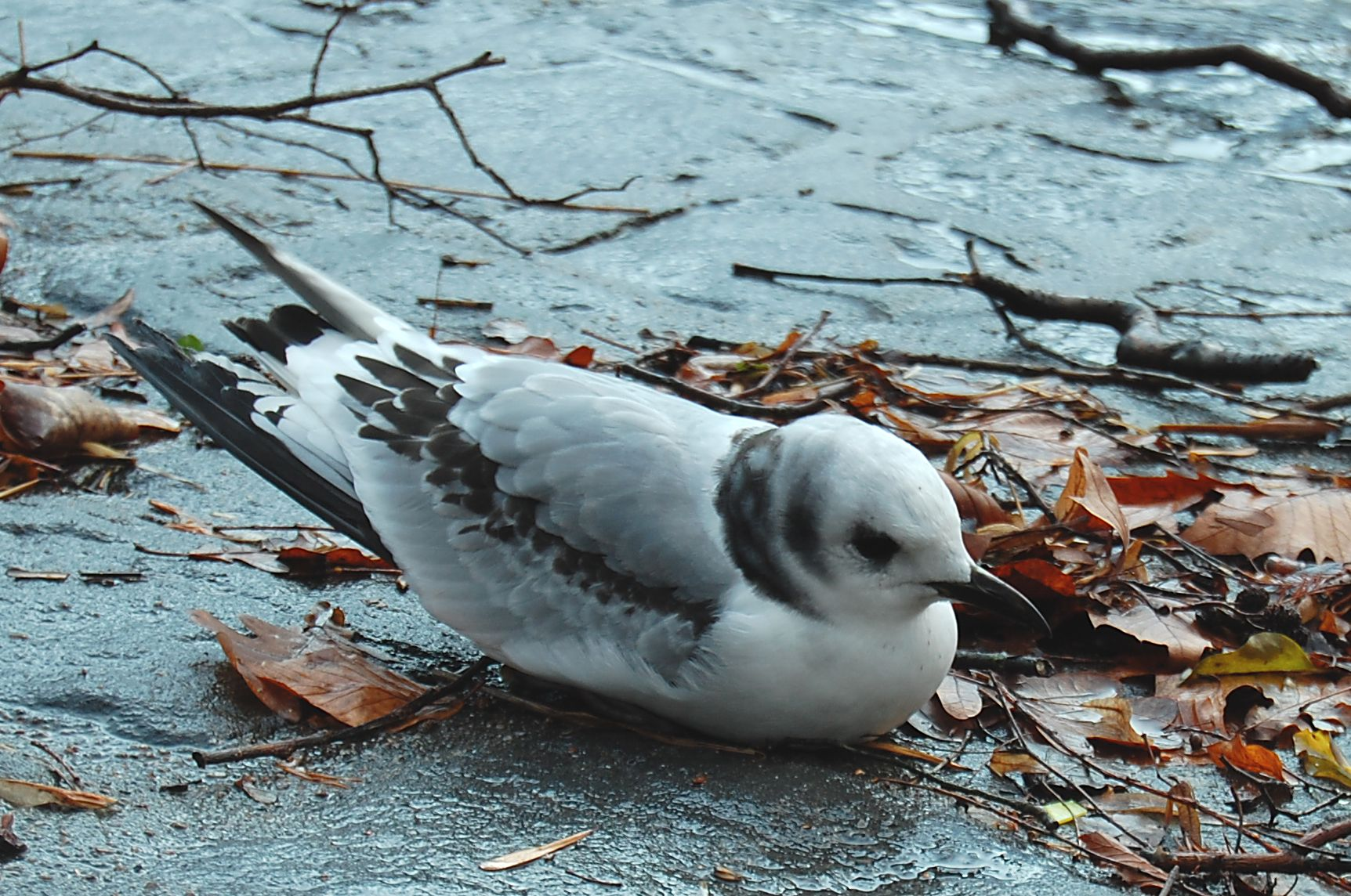
幼鳥
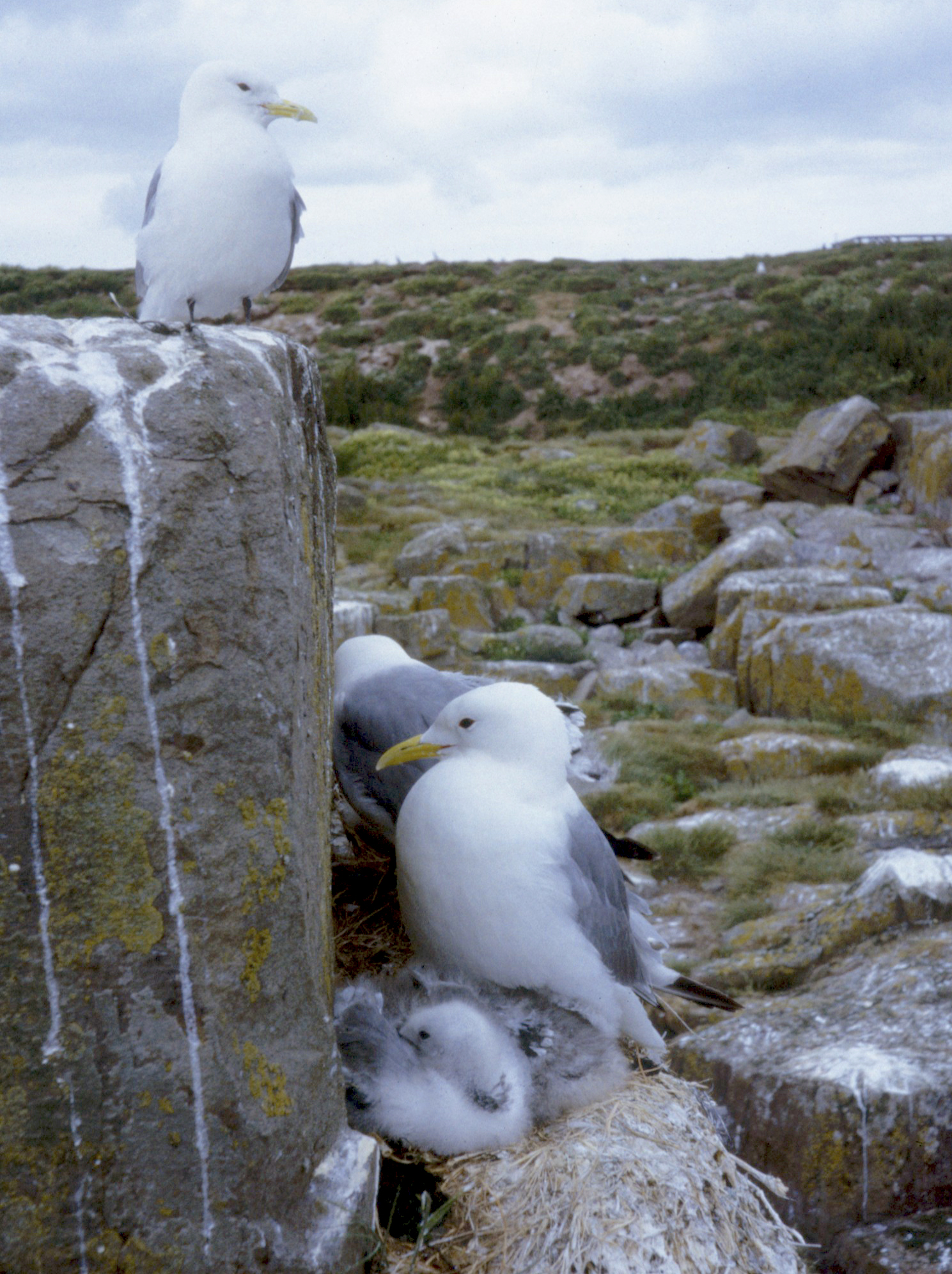
巣
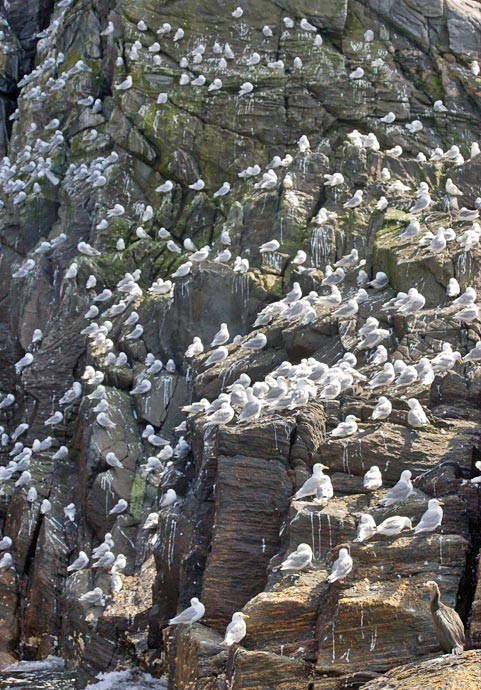
コロニー
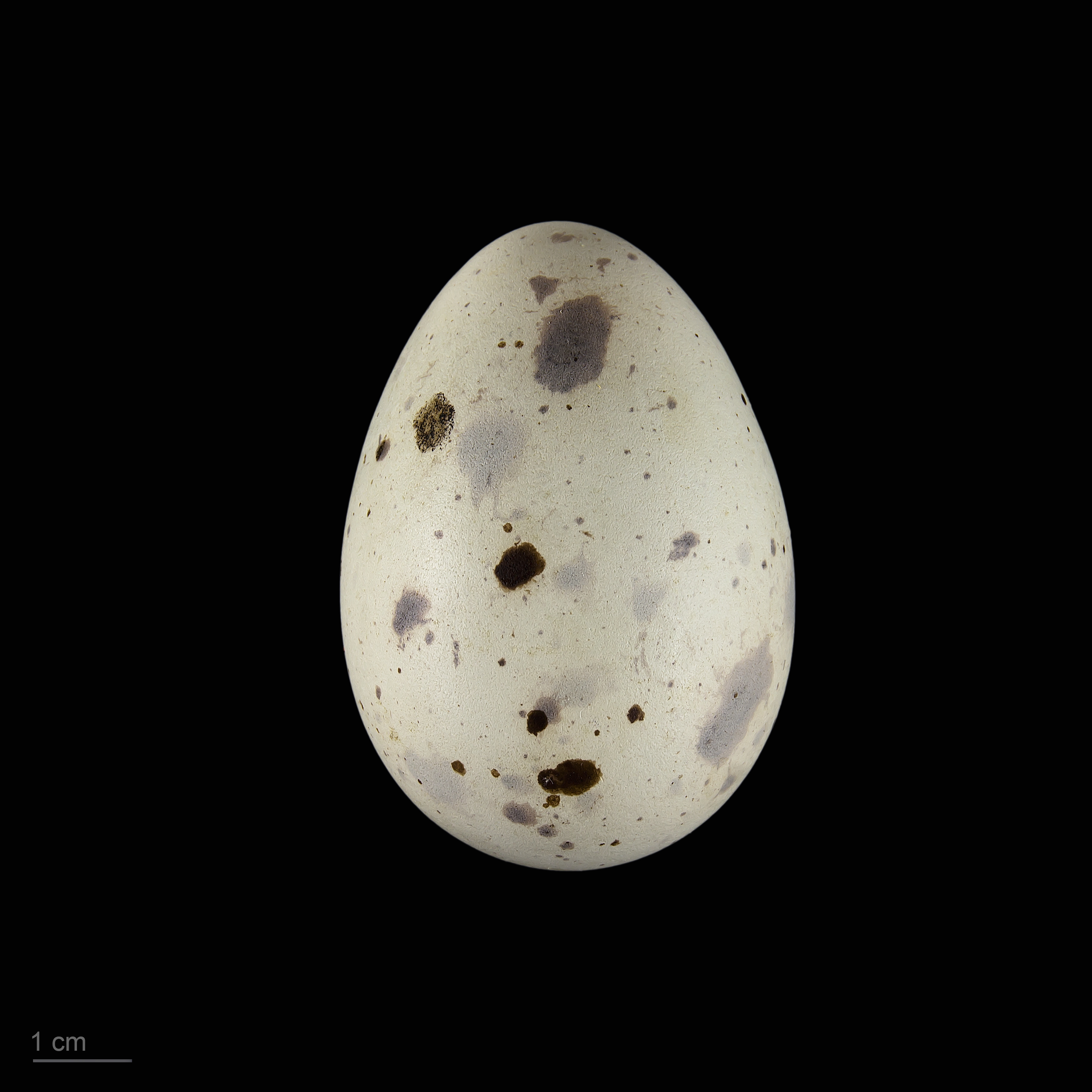
Museum specimen

## 人間との関係
アイスランド語で本種を指す呼称 rita はミツユビカモメ属の属名 Rissa の由来になっている。
漁港などで魚類の残骸をあさったり、天候の悪い日に避難してくることもある。また人工建築物の窓に営巣することもある。